# 마쓰다이라 사다나가 (1791년)

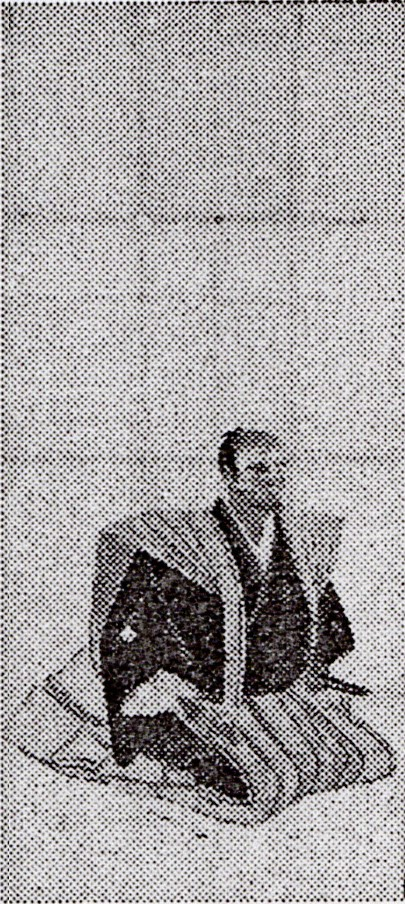
마쓰다이라 사다나가

마쓰다이라 사다나가(일본어: 松平定永, 1791년 10월 10일 ~ 1838년 11월 29일)는 에도 시대 후기의 다이묘로, 관위는 종4위하, 곤쇼쇼이다.
마쓰다이라 사다노부의 장남으로 태어났다. 1812년, 아버지 사다노부가 은거하자 시라카와번의 번주직을 계승하였다. 1823년 음력 3월 24일, 사다나가를 구와나번으로, 구와나 번의 마쓰다이라 다다타카를 오시 번으로, 오시 번의 아베 마사노리를 시라카와 번으로 옮기게 하는 3자 영지 교체가 있었다. 교체 원인에 대해서는 사다노부가 조상의 땅으로의 복귀를 희망하여 교체가 이루어졌다는 설이 있다. 또, 에도 만 경비 임무의 과중함을 견디지 못한 사다나가가 1821년에 에도 만 근처의 사쿠라번으로의 전봉을 요청하여 사쿠라 번주 홋타 마사치카가 강력히 반발해 분쟁이 일어났는데, 막부가 에도 만 경비 임무를 사쿠라 번에 부여하는 대신 징벌적 전봉으로 사다나가를 구와나로 옮겨가게 했다는 설도 있다. 1838년, 48세의 나이로 사망하였고, 둘째 아들 사다카즈가 그 뒤를 이었다.
| 전임 마쓰다이라 사다노부 | 제4대 시라카와번 번주 (히사마쓰 마쓰다이라가) 1812년 ~ 1823년 | 후임 아베 마사노리 |

| 전임 마쓰다이라 다다타카 | 제1대 구와나번 번주 (히사마쓰 마쓰다이라가, 사다쓰나계, 재봉) 1823년 ~ 1838년 | 후임 마쓰다이라 사다카즈 |